# パラバルーン
パラバルーン（英: Paraballoon）は、直径3mから8mの円形の軽い布のふちを、集団でタイミングよく上下や回転させたりして遊ぶレクリエーション遊具である。
1974年に甲南女子大学教授であった水谷英三により考案された遊具で、名前は道具が「パラシュート」と「バルーン」を掛け合わせたものに由来し、防水加工をした三角の薄いナイロンやパラシュートのクロス地を円形に縫い合わせてある。
集団でパラバルーンの縁をタイミング良く小刻みに上下に動かしたり、大きく上下させたり、全員が布の中に入り布全体を盛り上げたり、回転など様々な動作を行なうことにより、遊びながらタイミング感覚・リズム感・スピード感・表現力などを養え、仲間とのコミュニケーション能力を育てることができるとされる。
日本では幼稚園・保育園の運動会の遊戯運動をはじめ、国体などのマスゲーム、スポーツクラブの体力づくりなどに用いられている。